# Torjai-hegység
A Torjai-hegység Kovászna megye és Hargita megye határán fekszik, a Csomád-hegységtől keletre. A Torjai-hágónál (940 m) kapcsolódik a Bodoki-hegységhez. Alacsony hegység, legmagasabb pontjai sem lépik túl az 1200 méter tengerszint feletti magasságot. A legmagasabb hegy a Cecele (1173 m). A Büdös-hegy keleti oldalában, 1052 méteren található a kénes torjai Büdös-barlang, amely vulkáni utóműködés hatására mérgező gázokat bocsát ki. A Torjai-hegység híres fürdőtelepe Bálványosfürdő.

## Fontosabb hegyek (nyugatról keletre)
(Zárójelben a román név és a magasság szerepel.)
- Bolondos-hegy (Mt.-le Bolondoș, 1082 m)
- Kerekbükk (968 m)
- Büdös-hegy (Puturosu, 1143 m)
- Géczi-bérc (1093 m)
- Köztető (1085 m)
- Bálványos-hegy (1056 m)
- Gorgán-tető (1135 m)
- Tőris (1120 m)
- Cecele (Vf. Țețelea, 1173 m)
- Ölves hegyese (1078 m)